# Prix plancher
Un prix plancher est un prix minimal auquel un vendeur ou un acheteur sont soumis. Lorsqu'un tel prix existe pour un bien ou un service donné, le vendeur est tenu de fixer son prix pour ce bien ou ce service au-dessus du prix d'équilibre. Un prix plancher peut apparaître dans plusieurs contextes, avec des sens différents :
- Dans un contexte de contrôle des prix par une régulateur (Etat, autorité réglementaire), le prix plancher peut être fixé pour l'ensemble des vendeurs d'un bien, ou pour seulement certains d'entre eux. Le prix unique du livre constitue un exemple répandu du prix plancher : il est fixé par un acteur privé (l'éditeur décide quel est le prix minimal de vente), mais son respect est garanti par l'Etat.
- Dans un contexte d'économie à concurrence parfaite, le prix plancher représente le prix minimal auquel le bien ou service peut être vendu en l'état des possibilités de production. Dans le cas le plus simple, il est égal au coût marginal de production.[réf. nécessaire]
- Dans un contexte d'organisation industrielle et d'économie de la concurrence, un prix plancher peut être imposé par le fabricant d'un bien à ses revendeurs afin de limiter la concurrence entre revendeurs au d'augmenter sa marge bénéficiaire. Un tel prix peut être imposé contractuellement (en 2017, c'est le cas des produits de la marque Apple), ou indirectement, le fabricant utilisant son propre réseau de revendeurs ou un catalogue de prix centralisé pour fixer un prix de référence.[réf. nécessaire]